# (9734) 1986 CB2
A (9734) 1986 CB2 a Naprendszer kisbolygóövében található aszteroida. Henri Debehogne fedezte fel 1986. február 12-én.